# Type 92 Jyū-Sokosha
Il Type 92 Jyū-Sokosha è stato un tankette progettato dall'Impero giapponese nei primi anni trenta per dotare le proprie forze armate di un veicolo più mobile di un'autoblindo. Sviluppato dal Carden-Loyd britannico, il mezzo era poco corazzato e armato solo con mitragliatrici in calibro 7,7 mm e 13,2 mm; la produzione fu lenta e distribuita in diversi anni, totalizzando meno di 170 esemplari. Pensato soprattutto per la ricognizione, nelle rare occasioni in cui fu impiegato in battaglia il Type 92 evidenziò numerosi limiti (vulnerabilità alle armi portatili, difficoltà di brandeggio delle armi poste nello scafo, equipaggio troppo ridotto) e verso la fine degli anni trenta cominciò a essere rimosso dalla prima linea. Sul suo scafo e meccanica fu basato un carro armato anfibio che, però, non ebbe ulteriori evoluzioni.

## Storia

### Sviluppo
Alla fine della prima guerra mondiale molte nazioni europee iniziarono a meccanizzare le proprie cavallerie introducendo l'uso di autoblindo ruotate, e ben presto anche l'impero giapponese seguì questa soluzione. Il tipo di veicolo si dimostrò però inadatto al principale teatro d'operazione dell'esercito nipponico (la Cina nordorientale), povero di strade e dal terreno sconnesso: perciò durante gli anni venti la scuola di cavalleria nella prefettura di Chiba testò numerosi mezzi leggeri importati per ricavare un'autoblindo di concepimento nazionale. Dal 1929 gli studi si concentrarono sul mezzo britannico Carden-Loyd Mk VI tankette, che fuoristrada aveva dato prova di buone capacità; il prototipo fu pronto nel 1932 e lo stesso anno fu accettato dall'esercito.
Sebbene dotato di cingoli e torretta completamente girevole, il Type 92 non ricevette la qualifica di Kei Sensha, ovvero "carro leggero" in lingua giapponese: all'epoca solo le truppe di fanteria potevano contare nel loro organico dei carri armati e il veicolo, essendo stato progettato per la cavalleria, fu denominato Jyū-Sokosha, espressione traducibile come "veicolo corazzato pesante" oppure "autoblindo".

### Produzione
La fabbricazione ebbe inizio nel 1933 presso gli stabilimenti della Ishikawajima (odierna Isuzu) e proseguì fino al tardo 1936 (oppure fino al 1940) mettendo in campo un totale di soli 167 esemplari, perché si verificarono spesso grattacapi tecnici e problemi meccanici; i mezzi raccolsero comunque ottime critiche per la loro utilità nelle zone senza strade della Cina e per la buona velocità massima di 40 km/h.

### Impiego operativo
Nel marzo del 1933 due Type 92 della 1ª Compagnia carri speciale del capitano Hyakutake presero parte all'occupazione della provincia del Jehol, a sud della Manciuria: coprirono 320 chilometri di distanza nell'arco di tre giorni, sostenendo anche brevi battaglie contro le forze cinesi. Si ebbero altri scontri di piccola entità che evidenziarono come i Type 92 venissero perforati dai proiettili per fucile, se ben sparati, e quanto fosse relativo il loro apporto in un combattimento. Nel 1937, quando scoppiò la seconda guerra sino-giapponese, il Type 92 era ormai obsoleto e rimase nelle retrovie; fu sostituito da nuovi mezzi quali il carro armato leggero Type 95 Ha-Go o il tankette Type 97 Te-Ke.

## Caratteristiche
Poiché era stato progettato per eseguire ricognizioni e al massimo rapide incursioni, il Type 92 fu equipaggiato con un motore da 6 cilindri in linea costruito dalla Ishikawajima in collaborazione con la Mitsubishi: l'apparato sviluppava 45 hp e permetteva di raggiungere su strade anche mal tenute la velocità di 40 km/h; l'autonomia arrivava a 200 chilometri. Era sistemato nel comparto posteriore dello scafo.

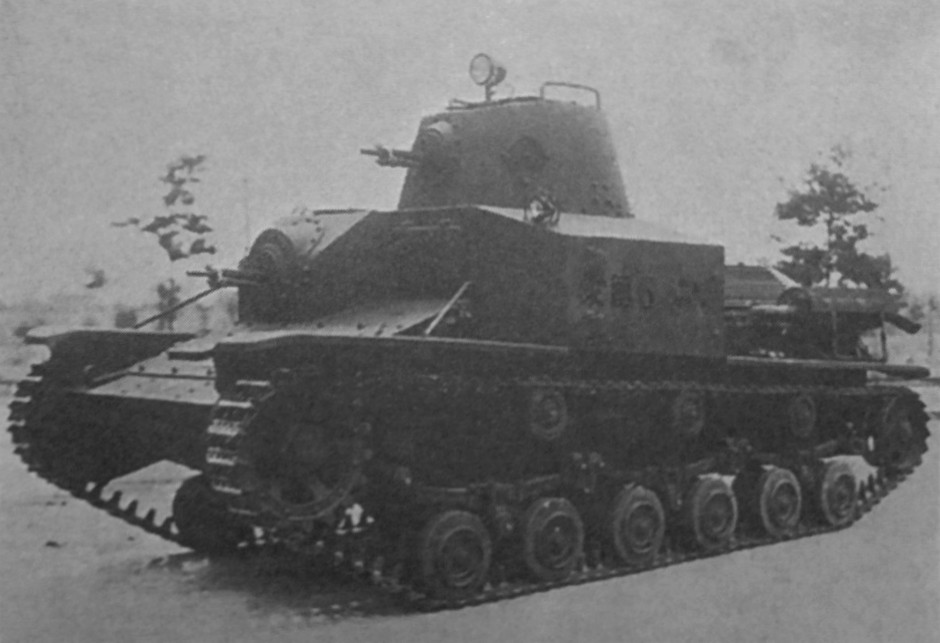
Il primo modello del Type 92 Jyū-Sokosha, riconoscibile dalle sei ruote portanti e dall'armamento su mitragliatrici leggere

La sezione centrale ospitava l'equipaggio, composto da tre membri: il guidatore sedeva a sinistra, il capocarro prendeva posto nella torretta e il mitragliere era posizionato alla destra del pilota. Quest'ultimo doveva azionare una mitragliatrice Type 92 da 7,7 mm in casamatta, sistemazione che ne limitava il brandeggio. Fu comunque quasi subito sostituita da una mitragliatrice pesante in calibro 13,2 mm, detta anche questa "Type 92" e forse derivata da un progetto collaterale della Type 93, pari calibro e della stessa categoria ma in servizio con la Marina imperiale giapponese. Esemplari di tarda produzione furono addirittura dotati di un cannone da 20 mm Type 98 in casamatta. Il comandante, oltre a dare ordini e coordinarsi con i mezzi amici (senza neppure l'ausilio della radio), era l'unico operatore di una mitragliatrice Type 91 da 6,5 mm; anche quest'arma venne in seguito rimossa per adoperare una Type 92 da 7,7 mm.
Diversamente dal prototipo, che presentava quattro piccole ruote portanti doppie, i modelli di serie ne avevano sei di dimensioni lievemente maggiori. Le sospensioni rimasero invece identiche: balestre semiellittiche per ogni coppia di ruote. L'impostazione si rivelò in seguito poco felice, perciò durante il ciclo di produzione le ruote furono portate a quattro, dipendenti da due carrelli; le sospensioni furono sostituite con bracci oscillanti longitudinali che vincolavano i carrelli a molle elicoidali e i doppi rulli tendicingolo furono ridotti a due, uno anteriore e uno centrale. La doppia ruota motrice e la trasmissione erano anteriori, quella di rinvio posteriore, doppia e adibita al controllo della tensione dei cingoli: il tipo usato era largo 190 mm e aveva una grossolana guida centrale a forma di dente per evitare che uscisse dal posto.
Al fine di mantenere il peso del mezzo al di sotto delle 3-4 tonnellate era stata sacrificata la protezione, ottenuta per la maggior parte tramite rivettatura: lo scafo aveva corazze spesse al massimo 6 mm, valore che si raddoppiava per le parti frontali della torretta. Piastre così esigue non potevano garantire alcuna sopravvivenza nel remoto, ma pur sempre possibile caso, di uno scontro con un veicolo blindato, né avrebbero permesso un uso davvero proficuo del mezzo in quanto vulnerabile anche a fucili o mitragliatrici.

## Varianti
Dal Type 92 Jyū-Sokosha l'esercito trasse un prototipo di carro armato anfibio: chiamato con la sigla A-I-Go, aveva uno scafo a tenuta stagna e una mitragliatrice Type 91 da 6,5 mm in torretta, il cui supporto poteva però ospitare armi fino a 13,2 mm di calibro. Per galleggiare disponeva di cassoni e si muoveva in acqua grazie a piccole eliche, mantenendo la stessa motorizzazione del mezzo base. L'interessante modello sperimentale non ebbe comunque seguito.